# Маягуана (аэропорт)
Аэропо́рт Маягуа́ны (англ. Mayaguana Airport) — аэропорт на острове Маягуана на Багамских островах (ИАТА: MYG, ИКАО: MYMM).
Взлётно-посадочная полоса № 06/24 длиной 2224 м. Покрытие асфальтовое. Аэропорт основан в 1970 году. Служит главным аэропортом острова и обслуживает как международные, так и внутренние рейсы. В среднем принимает ограниченное количество ежедневных рейсов, обычно от 2 до 4 в день. Среди популярных направлений: Маягуана — Нассау, Маягуана — Грейт-Инагуа, Маягуана — Лонг-Айленд. Находится рядом с городом Абрахамс Бэй, на расстоянии 1,6 км от центра города.

## Авиакомпании и пункты назначения
- Багамская авиакомпания «Bahamasair» совершает рейсы на Инагуа.